# 龟兹乐
龟兹乐是古龟兹的音乐。古龟兹人擅长音乐舞蹈；(唐)玄奘在《大唐西域记》写道：“屈支国……管弦伎乐特善诸国”。龟兹乐器有竖箜篌、琵琶、五弦、笙、笛、箫、篦篥、毛员鼓、都眃鼓、答臘鼓、腰鼓、羯鼓、雞籹鼓、銅鈸、貝、彈箏、候提鼓、齊鼓、檐鼓等二十种。龟兹乐曲有：《万岁》、《藏钩》、《七夕相逢》、《投壶》、 《舞席》、《同心髻》、《玉女行觞》、《神仙留客》、《掷砖续命》、《斗鹳子》、《斗百草》、《泛龙舟》、《还旧宫》、《长乐花》、《十二时》、《善善摩花》、《婆伽儿》、《小天》、《疏勒盐》等。

## 历史
- 前秦建元十八年（382年）苻堅之大将吕光灭龟兹，将龟兹乐带到凉州。吕光亡后，龟兹乐分散。后魏平定中原，此后北魏太武帝拓拔焘把《龟兹乐》带到华北平城，“得其伶人器服，并择而存之”，[2]重新获得龟兹乐。
- 南北朝北周周武帝时有龟兹人苏祗婆，从突厥皇后入国，善胡琵琶，其所奏琵琶乐有七声:宫声、南吕声、角声、变徵声、徵声、羽声、变宫声。
- 隋文帝开皇初（581年）定令置《七部乐》：《国伎》、《清商伎》、《高丽伎》、《天竺伎》、《安国伎》、《龟兹伎》、《文康伎》。开皇中（590年），龟兹乐器大盛于朝野。当时著名乐师有曹妙达、王长通、李士衡、郭金乐、安进贵等人，精通龟兹弦乐、管乐，新声奇变，公王之间，争相慕尚。
- 隋大业中（611年）隋炀帝定《九部乐》：《清乐》、《西凉乐》、《龟兹乐》、《天竺乐》、《康国乐》、《疏勒乐》、《安国乐》、《高丽乐》、《礼毕乐》。
- 龟兹音乐舞蹈对唐代也有重要影响。唐朝设乐工196人，《新唐书》记载“分四部：一、龟兹部，二、大鼓部，三、胡部，四、军乐部。龟兹部，有羯鼓、揩鼓、腰鼓、鸡娄鼓、短笛、大小觱篥、拍板，皆八；长短箫、横笛、方响、大铜钹、贝，皆四。凡工八十八人，分四列，属舞筵四隅，以合节鼓。大鼓部，以四为列，凡二十四，居龟兹部前”。

根据历史学家向达考证，龟兹琵琶七调起源于印度北宗音乐。龟兹乐娑陀力（宫声）来自印度北宗音乐的Shadja，般赡调（羽声）来自印度北宗音乐的Panchama调。龟兹音乐传入中国后，在唐代演变成为唐代佛曲。